# Dicella julianii
Dicella julianii là một loài thực vật có hoa trong họ Malpighiaceae. Loài này được (J.F.Macbr.) W.R.Anderson mô tả khoa học đầu tiên năm 1975.